# Danmarks Grundforskningsfond
Danmarks Grundforskningsfond er en uafhængig fond som har til formål at styrke grundforskningen i Danmark inden for alle videnskabsområder.   
Danmarks Grundforskningsfond har pr. 2023 fire aktive virkemidler:
- Centers of Excellence – Fondens flagskib og primære virkemiddel. En centerbevilling kan benyttes til at dække alle typer forskningsomkostninger og har en levetid på op til 10 år. Danmarks Grundforskningsfond forventer, at centrene leverer banebrydende resultater.
- DNRF Chair – Blev lanceret i 2020 og sigter mod at hjælpe danske universiteter med at tiltrække og rekruttere fremragende forskere fra udlandet, herunder danskere, der ønsker at vende tilbage fra en international position.  Målet er at understøtte og styrke opstarten af forskningsaktiviteter.
- Pioner Centre – Et strategisk grundforskningsinitiativ, der blev lanceret i 2019. Centrene vil operere inden for de videnskabelige områder energi / klima og kunstig intelligens (AI). Initiativet finansieres i samarbejde med fire private danske fonde.

I 1980’erne etablerede den danske regering en række initiativer til at forbedre forskningsområdet i Danmark, heriblandt forslaget om at stifte Danmarks Grundforskningsfond omkring 1990. Initiativet kom blandt andet fra den daværende Undervisnings- og forskningsminister Bertel Haarder. Danmarks Grundforskningsfond blev oprettet i 1991 med en startkapital på 2 milliarder danske kroner, der kom fra privatiseringen af Statsanstalten for Livsforsikring. Fonden har efterfølgende ad to omgange fået tilført 3 milliarder kroner fra den danske stat.
Danmarks Grundforskningsfond træffer beslutninger om hvem der skal modtage midler på baggrund af tre overordnede kerneværdier:    
- Excellence: bestræbelse af excellence i alle aspekter af forskningen
- Transparens: tilstræbelse af transparens bedømmelses- og udvælgelsesprocesserne
- Risikovillighed: anerkendelse af, at banebrydende forskning kræver risikovillighed

Fonden ledes af en bestyrelse bestående af en formand og otte medlemmer, som skal have indsigt i forskning på internationalt niveau. Bestyrelsesformanden og et bestyrelsesmedlem udpeges direkte af Uddannelses- og forskningsministeren. De øvrige syv medlemmer udpeges efter indstilling fra Det Frie Forskningsråd (3), Rektorkollegiet under Danske Universiteter (1), Sektorforskningens Direktørkollegium (1), Det Kgl. Videnskabernes Selskab (1) og Akademiet for de Tekniske Videnskaber (1). Den nuværende bestyrelsesformand er Jens Kehlet Nørskov.
Fondens daglige drift varetages af et sekretariat under ledelse af fondens direktør.
Fonden har hovedsæde i København.

## Bestyrelsesmedlemmer
Oversigt over fondens bestyrelse
| Næstformand 2021 - 2025       | Christian S. Jensen   |
| Bestyrelsesmedlem 2021 - 2025 | Janet M. Thornton     |
| Bestyrelsesmedlem 2021 - 2025 | Sirpa Jalkanen        |
| Bestyrelsesmedlem 2021 - 2025 | Tine Brink Henriksen  |
| 2024-2027                     | Dorte Juul Jensen     |
| 2024-2027                     | Tore Rem              |
| 2024-2027                     | Dorthe Dahl-Jensen    |
| 2024-2027                     | Anna Dreber Almenberg |

| 1991 - 1998 | Peder Olesen Larsen |
| 1999 - 2006 | Ole Fejerskov       |
| 2007 - 2015 | Thomas Sinkjær      |
| 2015 -      | Søren-Peter Olesen  |